# Ka’dar Hollman
Ka’dar Chaz Hollman (* 18. September 1994 in Burlington, New Jersey) ist ein US-amerikanischer American-Football-Spieler auf der Position des Cornerbacks, der bei den Houston Texans in der National Football League (NFL) unter Vertrag steht. Zuvor spielte er für die Baltimore Ravens.

## Karriere
Hollman spielte bereits in der Highschool Football, startete dort jedoch kein einziges Spiel. Er besuchte daraufhin die Milford Academy, wo er vier Interceptions fing. Er hatte jedoch schlechte SAT-Ergebnisse und erhielt erst nach dem Signing Day 2014 ein SAT-Ergebnis, was ihn für ein Stipendium qualifizieren würde. Er mailte daraufhin über hundert College-Trainern Videoaufzeichnungen seines Spiels, erhielt jedoch nur eine einzige Antwort. Diese kam von einem Assistenztrainer aus Toledo, der ihm einen bevorzugten Walk-on-Platz anbot. Hollman nahm das Angebot an.
Hollman besuchte von 2014 bis 2018 die University of Toledo, wo er für die Toledo Rockets College Football spielte. Seine erste Saison musste er jedoch als Redshirt aussetzen. Als Freshman kam er in zwei Spielen zum Einsatz. 2016 spielte er in allen 13 Spielen, acht davon von Beginn an, wobei er 33 Tackles erzielte und acht Pässe abwehrte. Zudem erhielt er die Auszeichnung zum Toledo-Walk-on des Jahres. Als Junior startete er alle Spiele für die Rockets und konnte dabei 35 Tackles und sieben abgewehrte Pässe erzielen. 2018 führte er die Mid-American Conference (MAC) mit 12 abgewehrten Pässen an und konnte zudem einen Fumble erzwingen und einen erobern. Insgesamt konnte er in Toledo 37 seiner 41 Spiele starten und dabei zwei Interceptions fangen und 27 Pässe abwehren. Er ließ 44,9 % der Pässe und neun Touchdowns zu, konnte aber auch 112 Tackles erzielen. Im Anschluss an seine Karriere in Toledo erhielt er eine Einladung zum East-West Shrine Game.
Im NFL Draft 2019 wurde er in der sechsten Runde von den Green Bay Packers ausgewählt. Am 3. Mai unterschrieb er seinen Rookievertrag. In seiner ersten Profisaison kam er in vier Spielen zum Einsatz. Er spielte vier Defense- und 33 Special-Teams-Snaps. 2020 spielte er in 14 Spielen und startete eines. Er konnte zehn Tackles erzielen.
Am 23. August 2021 wurde er für einen Siebtrundenpick im NFL Draft 2022 zu den Houston Texans getauscht. Am 31. August 2021 wurde Hollman im Rahmen der finalen Kaderverkleinerung entlassen.
Nach seiner Entlassung verpflichteten die New Orleans Saints Hollman für ihren Practice Squad. Am 28. September 2021 wurde er entlassen. Anfang Oktober nahmen die New York Giants ihn in ihren Practice Squad auf, wo er den Rest der Saison verbrachte.
Am 2. Februar 2022 unterschrieb er einen Einjahresvertrag bei den San Francisco 49ers. Im Rahmen der finalen Kaderverkleinerung wurde er am 28. August entlassen. Daraufhin nahmen die Atlanta Falcons ihn in ihren Practice Squad auf. Am 11. Oktober 2022 wurde er entlassen und eine Woche später von den San Francisco 49ers in den Practice Squad aufgenommen. Am 29. November 2022 wurde er entlassen. Am 14. Dezember 2022 nahmen die Miami Dolphins Hollman in ihren Practice Squad auf.
Am 26. Januar 2023 verpflichteten die Houston Texans Hollman. Hier startete er ein Spiel und kam in jedem Spiel zum Einsatz, ehe er im März 2024 entlassen wurde. Daraufhin verpflichteten ihn die Baltimore Ravens. Dort wurde Hollman noch vor Saisonbeginn im Rahmen der finalen Kaderverkleinerung entlassen, aber für den initialen Practice Squad wiederverpflichtet.
Am 8. Oktober 2024 unterschrieb Hollman erneut einen Vertrag bei den Houston Texans, wo er in den aktiven 53-Mann-Kader aufrückte.